# Виј (приповетка)
Виј (рус. Вий) је хорор прича руског књижевника Николаја Гогоља. Први пут је објављена у првом тому Гогљеве збирке приповедака Миргород (1835). Прича прати тројицу младих студената православне богословије у Кијеву, који једне ноћи завршавају на имању старице, за коју се испоставља да је, заправо, млада и лепа жена која се уз помоћ Ђавола бави чаролијама. Након њене смрти, њен отац приморава једног од тројице студената да три ноћи чита молитве поред њеног леша, док га притом окружују демони којима покушава да се одупре.

## Филмске адаптације
- Виј (1909) — руски неми филм редитеља Василија Гончарова. Филм је изгубљен.
- Црна недеља (1960) — италијански филм Марија Баве са Барбаром Стил у главној улози.
- Виј (1967) — совјетски филм редитеља Константина Јершова и Георгија Кропачјова.
- Свето место (1990) — српски (југословенски) филм Ђорђа Кадијевића са Бранком Пујић и Драганом Јовановићем у главним улогама.
- Моћ страха (2006) — руски филм редитеља Олега Фесанка.[2]
- Виј (2014) — познат и под насловом Забрањено краљевство. Рађен је у копродукцији Русије, Украјине, Кине, Чешке и Немачке. Главну улогу тумачи Џејсон Флеминг.
- Гогољ: Виј (2018) — други део трилогије Гогољ.

Осим наведених остварења, у хорор филму Пирана (1978) редитеља Џоа Дантеа, водичи кампа су деци испричали страшну причу која је инспирисана Вијом.